# Erichsonella crenulata
Erichsonella crenulata is een pissebed uit de familie Idoteidae. De wetenschappelijke naam van de soort is voor het eerst geldig gepubliceerd in 1950 door Menzies.